# Pygomeles petteri
Pygomeles petteri är en ödleart som beskrevs av  Pasteur och PAULIAN 1962. Pygomeles petteri ingår i släktet Pygomeles och familjen skinkar. IUCN kategoriserar arten globalt som starkt hotad.
Artens utbredningsområde är Madagaskar. Inga underarter finns listade i Catalogue of Life.